# 53P/Van Biesbroeck
53P/Van Biesbroeck o Cometa Van Biesbroeck è una cometa periodica del Sistema solare, scoperta il 1º settembre 1954 dall'astronomo George Van Biesbroeck dell'Osservatorio Yerkes, nel Wisconsin.
Calcolando l'orbita seguita dalla cometa prima della sua scoperta, è emerso che la cometa ha avuto un incontro moderatamente ravvicinato con il pianeta Giove nel 1850 che ne ha variato la distanza perielica da 2,7 a 2,4 UA. L'orbita seguita precedentemente al 1850 è molto simile a quella della cometa 42P/Neujmin, lasciando supporre che i due corpi siano in realtà frammenti dello stesso progenitore.